# Sant Fruitós del Mas d'en Pere
Sant Fruitós del Mas d'en Pere, o Sant Josep, és una capella situada en el Mas d'en Pere, al municipi de Montferrer i Castellbò (Alt Urgell), i inclosa en l'Inventari del Patrimoni Arquitectònic de Catalunya. Abans dedicada a sant Fruitós i després a sant Josep, es troba actualment entre camps abandonats. Prop del mateix mas també hi ha l'antiga capella romànica en ruïnes de Sant Pere de Castellbò.

## Capella de Sant Fruitós
És una petita capella d'una nau rectangular, capçada amb capçalera plana orientada a ponent. La coberta és de fusta amb llosat de pissarra a doble vessant. La porta d'accés, que es troba a la façana de llevant, presenta un arc rebaixat i està coronada per un òcul circular. Aquesta façana està construïda amb tàpia, la qual es reforça amb entramat de fusta. L'accés al temple és precedit per un petit recinte de planta rectangular amb un pilar quadrat, que fa suposar l'existència d'un pòrtic. La construcció és rústega de pedres sense fer filades i arrebossada.

## Capella de Sant Pere
Prop del Mas d'en Pere, al nord en un indret anomenat Prat del Veïnat, hi ha una altra capella romànica en ruïnes. Té la nau força sencera i l'absis visible, fins a la finestreta central. Es tracta d'una obra molt arcaica, de lloses planes, un edifici religiós d'una sola nau, amb absis i campanar de torre, construït amb carreuons i amb un rengle d'opus spicatum a l'interior del mur nord. La porta era a migdia.